# Neocataclysta magnificalis
Neocataclysta magnificalis is een vlinder uit de familie van de grasmotten (Crambidae). De wetenschappelijke naam van de soort is voor het eerst gepubliceerd door Jacob Hübner.
De soort komt voor in Canada en de Verenigde Staten.